# Boldraž
Boldraž – wieś w Słowenii, w gminie Metlika. W 2018 roku liczyła 49 mieszkańców.